# Isidella
Isidella is een geslacht van neteldieren uit de klasse van de Anthozoa (bloemdieren).

## Soorten
- Isidella elongata (Esper, 1788)
- Isidella lofotensis Sars, 1868
- Isidella longiflora (Verrill, 1883)
- Isidella tentaculum Etnoyer, 2008
- Isidella trichotoma Bayer, 1990